# Лекарство от любви (фильм)
«Лекарство от любви» — польский комедийный художественный фильм, поставленный в 1966 году режиссёром Яном Баторы по мотивам повести Иоанны Хмелевской «Клин клином».

## Сюжет
Телефонная комедия. Иоанна проводит долгие часы перед телефоном в ожидании встречи с любимым, которого подозревает в неверности. Телефон постоянно звонит, но каждый раз оказывается, что звонящий ошибся номером. Через некоторое время оказывается, что номер телефона Иоанны очень похож на номер, с помощью которого связывается друг с другом банда фальшивомонетчиков. Милиция начинает что-то подозревать, и на разведку инкогнито отправляется очень красивый капитан милиции. От скуки и разочарования Иоанна поддерживает игру фальшивомонетчиков. Результатом является всеобщее замешательство, отчаянные поступки и, в самом конце — покушение на жизнь Иоанны. К счастью, рядом оказывается капитан, идеальное лекарство от несчастной любви.

## В ролях
- Калина Ендрусик — Иоанна
- Кристина Сенкевич — Янка, подруга Иоанны
- Анджей Лапицкий — Анджей, капитан милиции
- Венчислав Глинский — Януш, он же «Шеф», глава банды
- Мечислав Чехович — «Худой», член банды
- Яцек Федорович — член банды
- Роман Сыкала — кассир, член банды
- Рышард Петруский — «восемнадцатый», член банды
- Чеслав Пясковский — маляр, ремонтирующий квартиру Иоанны
- Рышард Рончевский — печатник, член банды
- Хенрик Сташевский — шофёр, член банды
- Эва Кшижевская — Гонората из «Центральной»
- Вацлав Ковальский — милиционер, преследующий «восемнадцатого»
- Збигнев Юзефович — поручик милиции
- Болеслав Плотницкий — начальник Иоанны в архитектурной мастерской
- Кристина Фельдман — работница кинологического общества
- Зофья Червиньская — кельнерша в кафе Центрального универмага (CDT)
- Збигнев Кочанович — мужчина на террасе кафе Центрального универмага (CDT)
- Здзислав Лесняк — Анджей в воображении Иоанны
- Ева Радзиковска — Галина, подруга Иоанны
- Ядвига Анджеевска — старушка с собакой на руках в кинологическом обществе
- Збигнев Яблонский — мужчина, разбуженный Янкой
- Хелена Грушецкая — женщина у лотка
- Данута Водыньская — кассирша в банке
- Ольга Бельская и др.

## Дубляж
Фильм дублирован на киностудии им. М. Горького в 1967 году. В титрах «Роли исполняют и дублируют» указаны:
- Иоанна — Калина Ендрусик — Р. Макагонова
- Янка — Кристина Сенкевич — М. Виноградова
- Анджей — Анджей Лапицкий — Ф. Яворский
- Януш — Венчислав Глинский — О. Мокшанцев

Режиссёр дубляжа Г. Шепотинник, звукооператор Р. Карлюченко.

## Музыка
В фильме звучит песня «Витамин М». Авторы слов — Збигнев Заперт и Зенон Вавшиняк, композитор Ежи Матушкевич, исполняет Богдан Чижевский.

## Производство
Фильм снят в Варшаве, натурные съёмки — на ул. Белянской неподалёку от Народной оперы, в Саксонском саду, на Мокотуве («Рогатки» (городская застава) на площади Люблинской унии, Варшавский Суперсам на ул. Пулавской) и в самом центре (ул. Эмилии Плятер возле бывшего джаз-клуба «Аквариум», перекрёсток улиц Маршалковской и Свентокшиской).